# 虹桥体育公园
长宁虹桥体育公园又稱虹桥体育公园，是中華人民共和國上海市長寧區的一個體育公園，位於天山西路以北、绥宁路以東、北翟路高架以南和上海外環線以西，总建筑面积超过40000平米，分為地上地下兩部分。地上为绿地，约13万平方米。地下為体育中心馆、游泳馆和商業廣場。体育中心馆约8064平方米。公園於2019年12月10日正式命名。2020年10月1日起，长宁虹桥体育公园地面綠地正式开放。